# رودلف شميت (عسكري)
رودلف شميت (بالألمانية: Rudolf Schmidt)‏ هو عسكري ألماني، ولد في 15 مارس 1914 في بلاوين في ألمانيا، وتوفي في 23 فبراير 2000 في إسلينغن آم نيكار في ألمانيا.